# Jean-Pol Hecq
Pour les articles homonymes, voir Hecq.
 (février 2018).
Si vous disposez d'ouvrages ou d'articles de référence ou si vous connaissez des sites web de qualité traitant du thème abordé ici, merci de compléter l'article en donnant les références utiles à sa vérifiabilité et en les liant à la section « Notes et références ».
Jean-Pol Hecq est un journaliste belge né à Mons en 1959.

## Parcours professionnel
Après des études à l'INSAS (Bruxelles), Jean-Pol Hecq est le premier Belge à remporter la Bourse René Payot, décernée par la Communauté des Radios Publiques de Langue française à un jeune journaliste débutant. C'est ce qui lui vaut d'entrer à la RTBF en 1984. 
Entre 1985 et 2016, pour la radio, Jean-Pol Hecq a mené de nombreux travaux journalistiques, sous des formats différents. Ce sont des programmes quotidiens, des magazines hebdomadaires, des émissions spéciales, des séries documentaires. Il y effectue des reportages et des interviews. Il intervient sur des sujets de sciences humaines, d'environnement, de politique, de géographie et de géopolitique, de littérature, d'histoire, de religion, etc. Il traite régulièrement de sujets de société dans les pays émergents.
Après plusieurs années d'antenne, il est appelé à diriger le Service des relations internationales Radio, de 1993 à 2000. Dans cette fonction, il remet notamment en œuvre plusieurs services en ondes courtes à destination de l'Afrique centrale et de l'Europe du Sud (1998) sous le nom de RTBF international,,. Il reprend ensuite son métier de journaliste et de producteur radio d'abord sur Musique Trois, puis sur La Première où il crée et anime, pendant une douzaine d'années, le magazine" Et dieu dans tout ça ?"
En 2015, il publie un premier roman qui obtient le Prix Mon's Livres 2016.  
Après un bref intermède au Centre d'Action Laïque (Bruxelles) au titre de directeur de la communication, il revient à la RTBF dont il sera retraité en 2023. Il se consacre depuis à l'écriture. 

## Distinctions professionnelles
- Lauréat de la bourse René Payot 1983[5],[6]
- Prix de Journalisme de la Communauté française de Belgique 1988[7]
- Prix Ex-Libris 2006
- Prix Mon's Livre 2016 pour Georges et les dragons[8]

## Publications
- Georges et les dragons, roman (2015) aux éditions Luce Wilquin
- Tea time à New Delhi (mai 2017) aux éditions Luce Wilquin (rééd. collection les Poches BELGES, Genèse Edition)
- Mother India - Des nouvelles de l'Inde (février 2022) chez Genèse Edition[9]
- L'armée des loups, roman, ( septembre 2025) chez MEO éditions